# Зарія
За́ріа, Зарія (англ. Zaria, хауса Zariya) — місто в штаті Кадуна на півночі Нігерії. Станом на 2008 рік восьме за населенням місто країни. Населена хауса, раніше називалася Заззау і належить до одного з семи міст-держав хауса. У місті знаходиться резиденція еміра Заззау.

## Історія

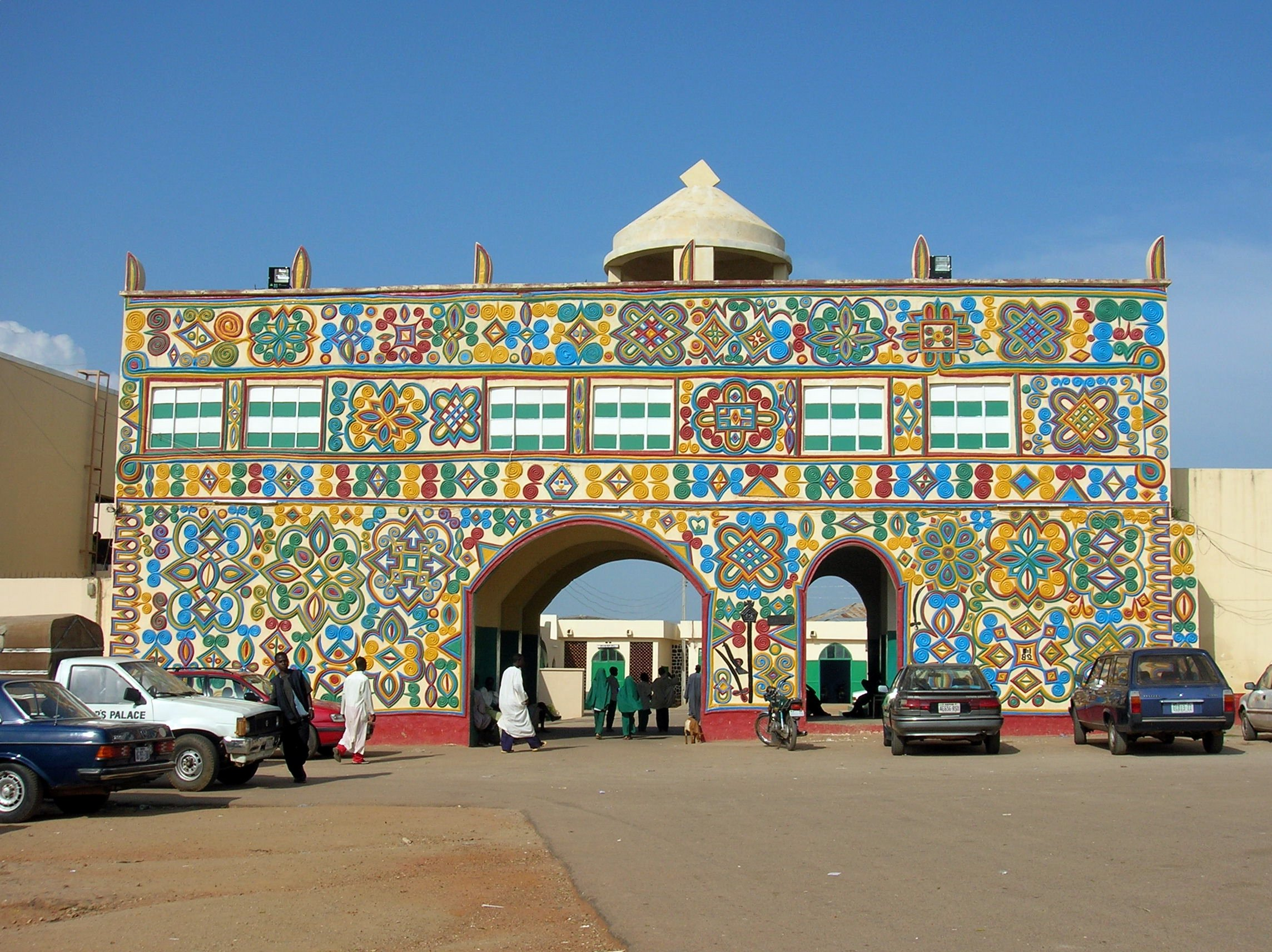
Коміри палацу еміра Заззау

Заріа під назвою Заззау була столицею емірату Заззау, однак поселення на цьому місці існувало ще до виникнення емірату. У 1450-х роках тут поширився іслам, що було пов'язано з розвитком транссахарської торгівлі. Торговці приводили каравани з сіллю, отримуючи за це зерно і рабів.
Між XV і XVI століттями емірат став данником імперії Сонгаї, в 1805 році захоплений фульбе. Британські війська під командуванням Фредеріка Лагард здобули місто у 1901 році.
Із Заззау пов'язана легендарна хауська мусульманська королева-войовниця Аміна XV століття.